# Konnektomika
A konnektomika a konnektomok előállításával és tanulmányozásával foglalkozik – a konnektom egy élőlény neurális hálózatának, tehát a (teljes szervezet, az agy, esetleg a szem) idegsejtjei közötti szinapszisoknak a teljes térképe. Mivel ezek a struktúrák rendkívüli módon összetettek, a tudományterület nagy átbocsátóképességű képalkotási és hisztológiai módszerekkel dolgozik, hogy növelhesse az idegrendszer nagy számú összeköttetése feltérképezésének sebességét, felbontását, hatékonyságát.  Bár a konnektomika Szent Grálja az emberi agy összeköttetéseinek feltérképezése, elvileg bármilyen más neurális kapcsolattal, például a neuromuszkuláris szinapszisokkal is foglalkozik.

## Eszközei
A makroskálájú konnektomikai kutatások egyik fő eszköze a diffúziós MRI. A mikroskálájú kutatásoknál ez jelenleg a 3D-elektronmikroszkópia. Az egyik első, teljes (neuronszintű) felbontású mikro-konnektom az Open Connectome Project oldalán látható, ami számos konnektom-adathalmazt tárol, köztük Bock és tsai 2011-ből származó 12 terabájtos adathalmazát.

## Modellszervezetek
Az emberi agyon kívül néhány más modellszervezet is bekerült a konnektomikai kutatások érdeklődési körébe: az egér, az ecetmuslica, a C. elegans fonálféreg, és a gyöngybagoly.

## Alkalmazásai
Az egészséges és a beteg szerveztetek konnektomának összehasonlításával betekintést nyerhetnénk egyes kóros pszichés állapotok, például a neuropátiás fájdalom működésébe és lehetséges terápiákat is ki lehetne dolgozni. Általában véve az idegtudomány számára hatalmas előrelépés lenne a nagy mennyiségű standardizált nyers adat megléte. Például a konnektomok felhasználhatók lennének teljes agyi dinamikai számítási modellek létrehozására. A jelenlegi neurálishálózat-modellek összeköttetési mintázatok valószínűségi alapú modellezésén alapulnak. Konnektogramokat (kör alakú konnektomikai diagramokat) alkalmaznak traumás agysérültek idegrendszerét ért sérülés mértékének dokumentálására.

## Fordítás
- Ez a szócikk részben vagy egészben a Connectomics című angol Wikipédia-szócikk ezen változatának fordításán alapul.  Az eredeti cikk szerkesztőit annak laptörténete sorolja fel. Ez a jelzés csupán a megfogalmazás eredetét és a szerzői jogokat jelzi, nem szolgál a cikkben szereplő információk forrásmegjelöléseként.